# Resongo
Resongo is een bestuurslaag in het regentschap Probolinggo van de provincie Oost-Java, Indonesië. Resongo telt 6080 inwoners (volkstelling 2010).